# Сивушов, Анатолий Игоревич
Анатолий Игоревич Сивушов (род. 18 октября 1957, Жуковский) — российский кинопродюсер, генеральный продюсер продюсерского центра «Аватар Фильм», с декабря 2022 по май 2024 года — заведующий кафедрой кино-, теле- и фотоискусств Московского государственного института культуры, член Союза кинематографистов России.

## Биография
Закончил Московский финансовый институт (ныне Финансовый университет при Правительстве Российской Федерации) (1980). В дальнейшем окончил факультет повышения квалификации Всесоюзной академии внешней торговли.
В 1982—1987 годах работал во Внешторгбанке СССР — инспектор, затем старший экономист Управления государственных кредитов. Заместитель секретаря Комитета ВЛКСМ по оборонно-спортивной работе. Командир комсомольского оперативного отряда ВТБ СССР, начальник штаба оперативных отрядов Ленинского района Москвы.
В 1987— 1992 — исполнительный директор Творческо-производственного центра Академии творчества СССР.
В 90-е годы занимал пост генерального директора Ассоциации каскадёров России (1991—2002). Налаживал совместную работу с зарубежными киносъёмочными группами. Основные кинокартины: «Святой» (США), «Золотой глаз» (США), «Полицейская академия-7» (США), «Превосходство Борна» (США), «Приключения королевского стрелка Шарпа» (Великобритания) и другие. Занимался организацией административной части трюковых киносъёмок всех крупных российских фильмов. Организовал Первый международный фестиваль каскадёров «Прометей» (2000), международный фестиваль каскадеров кино в Бердянске (2001, в рамках кинофестиваля «Бригантина»)
Один из основателей популярных шоу-проектов «Гонки на выживание» и «Бои без правил».
С 2003 года — генеральный продюсер кинокомпании «Аватар Фильм».
В 2014—2018 годах занимался развитием кинопроизводства в Крыму и Севастополе, создал в Севастополе детскую киношколу «СинемаМоре».
11 марта 2014 года подписал обращение деятелей культуры Российской Федерации в поддержку политики президента РФ В. В. Путина на Украине и в Крыму.

## Фильмография
- 1995 — Крестоносец (режиссёр Михаил Туманишвили)
- 1998 — Незнакомое оружие, или Крестоносец 2 (режиссёр Иван Дыховичный)
- 2000 — Рыцарский роман (режиссёр Александр Иншаков)
- 2001 — «Каскадёры России», документальная кинолетопись
- 2002 — Бригада (режиссёр Алексей Сидоров)
- 2004 — Звездочёт (режиссёры Гурий Атнев, Андрей Силкин)
- 2006 — Сеть (режиссёр Нурбек Эген)
- 2008 — Братья-детективы (режиссёры Алексей Трейман, Ксения Кондрашина, Оксана Карас)
- 2010 — Здесь кто-то есть (режиссёр Николай Крутиков)
- 2011 — Необыкновенное приключение Пьера Ришара (режиссёр Татьяна Рахманова)
- 2012 — Хоккейные игры (режиссёр Ксения Кондрашина)
- 2023 — Белый журавлик (детский патриотический киножурнал) (режиссер Владимир Саломатин)
- 2023 — Сны (анимационный)
- 2024 — Булгаковъ (анимационный. Режиссёр Станислав Соколов)
- 2024 — Мой Север (режиссёр Юлия Крылова)

## Награды и номинации
- ТЭФИ — 2003, за телесериал «Бригада»[3]
- Золотой орёл — 2003, за телесериал «Бригада»[4]
- Эмми — полуфиналист (2003), с телесериалом «Бригада»[5]
- Лучший телевизионный сериал — 2004, фестиваль «Закон и общество», сериал «Звездочёт»[6].
- Лучший детективный телесериал — 2008, международный фестиваль детективных фильмов и телепрограмм ДетективФЕСТ, сериал «Братья-детективы».
- Лучший художественный фильм о спорте — 2012, XI Международный фестиваль спортивного кино в Красногорске за фильм «Хоккейные игры»[7].